# Andrine Tomter
Andrine Tomter (* 5. Februar 1995 in Oslo) ist eine norwegische Fußballspielerin, die seit 2023 bei Inter Mailand spielt und zwischen 2014 und 2017 sechzehn Spiele für die norwegische Fußballnationalmannschaft der Frauen bestritt.

## Karriere

### Verein
Tomter begann mit dem Fußballspielen bei der lokalen Knabenmannschaft von Drøbak-Frogn IL. Mit 13 Jahren wechselte sie zu Kolbotn IL, wo sie bis 2015 spielte, bevor sie zur Saison 2016 zum Ligakonkurrenten Avaldsnes IL wechselte. Mit Avaldsnes konnte sie sich in der Qualifikation zur UEFA Women’s Champions League 2016/17 bei einem Turnier in Finnland für die K.o.-Runde qualifizieren, scheiterte aber im Sechzehntelfinale durch zwei Niederlagen (2:5 und 0:5) an Titelverteidiger Olympique Lyon. Nach zwei Spielzeiten in Avaldsnes wechselte sie im September 2017 zum FC Twente Enschede in die Eredivisie der Frauen. Knapp ein Jahr später kehrte sie im August 2018 nach Norwegen zurück und spielt nun für Vålerenga Oslo. 2020 konnte sie mit dem Verein die erste Meisterschaft der Vereinsgeschichte holen. In der UEFA Women’s Champions League 2020/21 erreichte sie mit Vålerenga nach zwei 7:0-Qualifikationssiegen gegen KÍ Klaksvík und Gintra Universitetas das Sechzehntelfinale gegen Brøndby IF. Die Spiele gegen Brøndby IF wurden nach einem positiven COVID-19-Test einer dänischen Spielerin zunächst auf den 7. und 14. Februar 2021 verschoben. Ende Januar wurde das Spiel in Norwegen ersatzlos gestrichen und festgelegt, die Begegnung in nur einem Spiel am 11. Februar in Brøndby zu entscheiden. Dieses Spiel verloren die Norwegerinnen mit 4:5 im Elfmeterschießen. In der UEFA Women’s Champions League 2021/22 schied sie mit Vålerenga in der zweiten Qualifikationsrunde nach zwei Niederlagen (1:3 und 2:3) gegen BK Häcken aus, so dass die erstmals ausgetragene Gruppenphase ohne norwegische Mannschaft stattfand.
Im Juli 2023 erhielt sie einen Einjahresvertrag bei Inter Mailand.

### Nationalmannschaft
Tomter durchlief ab der U-15-Nationalmannschaft sämtliche Juniorinnenauswahlen des norwegischen Fußballverbands. Mit der U-19-Nationalmannschaft nahm sie zweimal an der Jahrgangseuropameisterschaft teil, wobei sie 2014 im eigenen Land das Halbfinale erreichte. Am 14. Januar 2014 gab sie im Freundschaftsspiel gegen die spanische Auswahl ihr Debüt für die A-Nationalmannschaft. Sie nahm dann auch am Algarve-Cup 2014 teil, bei dem die Norwegerinnen erstmals kein Spiel gewinnen konnten. Nach einem weiteren Spiel im Juni 2014 folgte aufgrund einer Knieverletzung eine Länderspielpause bis September 2015, in der sie auch nicht für die WM 2015 nominiert wurde. Nach einem weiteren Spiel im Oktober 2015 kam sie erst am 6. April 2016 wieder zum Einsatz. In der Qualifikation für die EM 2017 wurde sie viermal eingesetzt, für die EM aber nicht nominiert. Nach der EM hatte sie noch einen Einsatz am 15. September 2017 in der Qualifikation für die WM 2019, danach nur noch in der U-23.

## Erfolge
- Norwegische Meisterin 2020
- Norwegische Pokalsiegerin 2020, 2021